# Vật chất suy biến
Vật chất suy biến là các dạng vật chất có mật độ hay tỷ trọng cao một cách bất thường. Áp suất duy trì bởi một khối vật chất suy biến được gọi là áp suất suy biến, phát sinh do nguyên lý loại trừ Pauli ngăn cản việc các hạt cấu tạo của vật chất chiếm những trạng thái lượng tử giống nhau. Mọi nỗ lực buộc chúng lại gần nhau đến mức không còn tách biệt về vị trí một cách rõ ràng phải đưa chúng chúng vào các mức năng lượng khác nhau. Do đó giảm thể tích đồng nghĩa với việc đẩy nhiều hạt lên các trạng thái lượng tử với năng lượng cao hơn. Điều này đòi hỏi một lực nén từ bên ngoài và được biểu thị như là một áp suất chống lại sự suy sụp của vật chất.

## Khái niệm
Giả sử một khối plasma được liên tiếp nén và làm lạnh một cách lặp đi lặp lại. Cuối cùng chúng ta không thể nén nó lại thêm nữa bởi vì theo nguyên lý loại trừ, hai hạt không thể chiếm cùng một trạng thái lượng tử. 
Các thí dụ về vật chất suy biến bao gồm hydro kim loại, vật chất cấu tạo nên sao lùn trắng, sao neutron, sao quark... Áp suất suy biến góp phần vào áp suất của các chất rắn thông thường, nhưng các chất rắn này thường không được xem là vật chất suy biến bởi vì phần lớn áp suất của chúng là do lực đẩy tĩnh điện giữa các hạt nhân nguyên tử và sự che chắn giữa các hạt nhân bởi các electron. Trong kim loại, chỉ các electron dẫn được xem như là khí electron tự do suy biến trong khi phần lớn các electron chiếm những trạng thái lượng tử liên kết, khác với vật chất suy biến tạo nên các sao lùn trắng trong đó tất cả electron chiếm các trạng thái tự do.

## Các chất khí suy biến
Các chất khí suy biến là các chất khí được cấu tạo bởi các fermion có một cấu hình cụ thể thường được hình thành ở mật độ cao. Các fermion là các hạt hạ nguyên tử với số lượng tử spin bán nguyên. Hành trạng của chúng bị chi phối bởi một tập hợp các quy luật của cơ học lượng tử gọi là thống kê Fermi - Dirac. Một trong số đó là nguyên lý loại trừ Pauli phát biểu rằng chỉ có thể có duy nhất một fermion chiếm mỗi trạng thái lượng tử. Điều này không chỉ áp dụng được cho các electron liên kết với hạt nhân trong nguyên tử mà còn đúng cho cả các electron bị giam trong một thể tích không gian cố định, chẳng hạn trong lòng của một ngôi sao. Những hạt như electron, proton, neutron, và neutrino đều là các fermion và tuân theo thống kê Fermi - Dirac.
Một khí fermion trong đó tất cả các trạng thái năng lượng nằm dưới một giá trị tới hạn, gọi là năng lượng Fermi được lấp đầy được gọi là một khí fermion suy biến hoàn toàn. Khí electron trong các kim loại và trong lòng sao lùn trắng là hai thí dụ điển hình về một khí electron suy biến. Hầu hết các ngôi sao được nâng đỡ chống lại lực hấp dẫn của chính chúng bởi áp suất khí thông thường, trong khi đó các sao lùn trắng được nâng đỡ bởi áp suất suy biến của khí electron trong lòng chúng. Đối với các sao lùn trắng các hạt suy biến là những electron còn đối với các sao neutron, hạt suy biến là những neutron.